# Erwin Waldner
Erwin Waldner (Nürtingen, 24 gennaio 1933 – Nürtingen, 18 aprile 2015) è stato un calciatore tedesco, di ruolo attaccante.

## Carriera

### Club
Scoperto da Georg Wurzer, allora allenatore dello Stoccarda, che lo fa acquistare all'età di 18 anni dal TB Neckarhausen. Già nella sua prima stagione - 1952-1953 - Waldner gioca titolare come attaccante dei campioni di Germania del 1952 che con il neo acquisto si laureeranno vice-campioni arrivando secondi dietro il Kaiserslautern. Waldner cumulerà sino al 1960, in otto stagioni nella Oberliga, oltre 212 gare con la in maglia dello Stoccarda e complessivamente circa 300 partite ufficiali tra campionato e coppe.
Con lo Stoccarda vince il campionato meridionale di Germania nel 1954 e due Coppe di Germania: nel 1954, segnando il gol decisivo contro il Colonia, e nel 1958 contro il Fortuna Düsseldorf, segnando anche in questa occasione una delle quattro reti dello Stoccarda. In grado di distinguersi sia come rifinitore che come marcatore, il professor Herbert Henzler lo descrive come una leggenda per il suo tiro potente. Nel 1960 segue in Svizzera il suo mentore Georg Wurzer - più precisamente al Zurigo - dove gioca accanto al futuro allenatore della Nazionale di calcio svizzera Köbi Kuhn conseguendo il terzo posto nel campionato svizzero.
Approda successivamente in Italia - nel 1961 - più precisamente a Ferrara nella SPAL del presidente Paolo Mazza per 220.000 marchi. I biancoazzurri vivono la grande illusione di aver trovato in Waldner il campione che consenta alla squadra ferrarese di spiccare il grande salto ma il tedesco delude le attese. L'esordio nella Serie A italiana avviene il 27 agosto 1961 in Spal-Catania (0-0). Il tedesco va in gol per la prima volta in campionato il 17 settembre del medesimo anno a Venezia contro i neroverdi, poi per il secondo gol bisognerà attendere il campionato successivo - il 1º novembre 1962 - in una gara vinta per 3 a 1 dalla SPAL contro la Fiorentina. I rapporti con Mazza si incrinano, titolare diventa il ventiduenne Gianni Bui e l 30 dicembre 1962 Waldner gioca la sua ultima gara in Serie A in un pareggio interno contro il Milan. Waldner esce definitivamente dalla rosa spallina e quando Bui si infortuna Mazza e Serafino Montanari colgono addirittura l'occasione per far esordire il diciottenne Alfredo Ciannameo. Per il tedesco 18 partite e 2 reti nell'olimpo del calcio italiano oltre a 5 partite di Coppa Italia.
Nel 1963 si profila per Waldner un ritorno in Germania - rivenduto da Mazza per 26.000 marchi - dove ritrova l'antico smalto nella squadra dei suoi albori, lo Stoccarda, giocando nella neonata Bundesliga fino al 1967 complessivamente 63 partite segnando 12 reti e venendo definito dal suo allenatore Rudi Gutendorf una intervista televisiva un giocatore di classe mondiale. Conclude poi la sua lunga carriera con i dilettanti del FP Ebingen.

### Nazionale
Nella Nazionale di calcio tedesca Erwin Waldner ha giocato 13 partite segnando due gol. Il suo esordio avviene il 19 dicembre 1954 in una gara vinta dalla Germania contro il Portogallo. Era in campo anche nella storica vittoria conseguita dall'Italia per 2 a 1 ai danni della Germania il 30 marzo 1955, gara giocata proprio a Stoccarda. La sua ultima gara con i bianchi la disputa esattamente quattro anni dopo il suo esordio (21 dicembre 1958) segnando anche una rete in una partita vinta contro la Bulgaria per 3 a 0.

## Dopo il ritiro
Dopo il suo ritiro Waldner ha gestito un ristorante nei pressi del castello di Hohenneuffen, vicino alla sua città natale di Nürtingen. DIsmessa questa attività nel 1998 a seguito di una malattia che lo affliggeva, in occasione del suo 75º compleanno le autorità della sua città natale il 13 luglio 2008 hanno organizzato una gara di beneficenza e il campo di calcio è stato rinominato Erwin Waldner Stadium.

La figurina Panini di Waldner di quando giocava nella SPAL nel campionato 1962-1963

.
È scomparso nel 2015 all'età di 82 anni.

## Palmarès
- Coppa di Germania: 2

1954, 1958